# ایمه مینو
ایمه مینو (انگلیسی: Aimé Mignot؛ زادهٔ ۳ دسامبر ۱۹۳۲) بازیکن فوتبال اهل فرانسه است.
از باشگاه‌هایی که در آن بازی کرده‌است می‌توان به باشگاه فوتبال المپیک لیون اشاره کرد.